# Município de Vienna (condado de Forsyth, Carolina do Norte)
Localização da Carolina do Norte nos E.U.A.
O município de Vienna (em inglês: Vienna Township) é um localização localizado no  condado de Forsyth no estado estadounidense da Carolina do Norte. No ano 2010 tinha uma população de 10.243 habitantes.

## Geografia
O município de Vienna encontra-se localizado nas coordenadas 36° 08′ 52,85″ N, 80° 23′ 57,35″ O.